# Susanne Schüssler

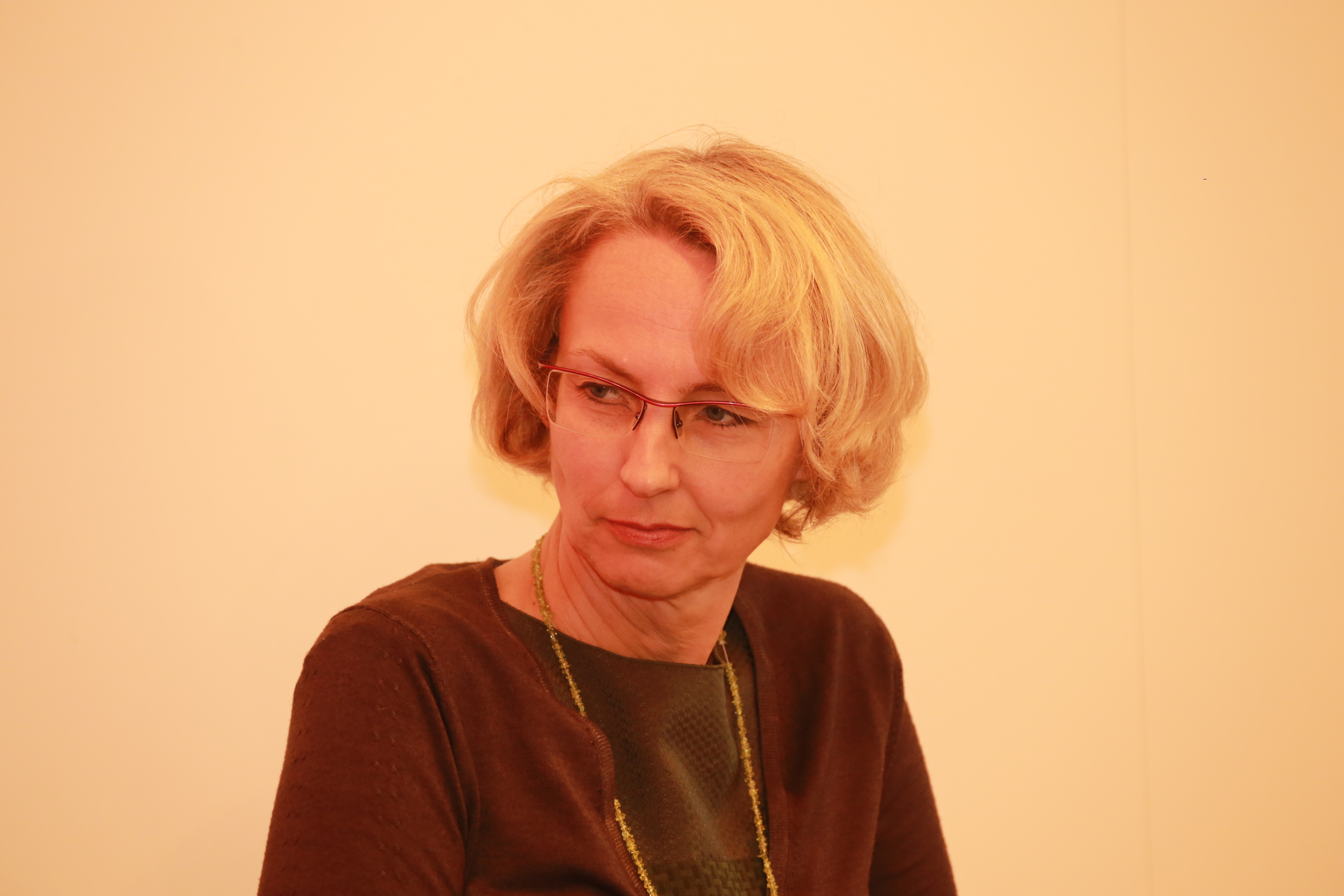
Susanne Schüssler, 2014

Susanne Schüssler (* 1962 in München) ist eine deutsche Verlegerin.

## Leben

### Ausbildung
Schüssler studierte an der Ludwig-Maximilians-Universität München Germanistik, Kommunikationswissenschaften und Verlagsrecht. Vor ihrem Studium absolvierte sie beim Carl Hanser Verlag ein Volontariat und war danach dort als Werkstudentin beschäftigt. Verlagspraktika in New York und Paris. 1991 schloss sie ihr Studium mit einer Promotion ab.

### Tätigkeit im Verlag Klaus Wagenbach
Schüssler begann 1991 ihre Tätigkeit im Verlag Klaus Wagenbach in Berlin. Im Jahr 2000 übernahm sie die Geschäftsführung des Verlags. Seit 2002 ist sie zudem die Verlagsleiterin und Hauptgesellschafterin des Verlags, seit 2015 alleinige Gesellschafterin.
Sie ist Herausgeberin verschiedener Anthologien, wie der Fortschreibung von Vaterland, Muttersprache (1994), Djuna Barnes’ Hinter dem Herzen (1996), SALTO 100 (2001), Berlusconis Italien – Italien gegen Berlusconi (2002), Guten Morgen, ihr Schönen! Deutschsprachige Autorinnen erzählen (2003), Liebe nach Mitternacht (2004), Signora, Signorina (2005), Klaus Wagenbach. Die Freiheit des Verlegers (2010), Berlin. Eine literarische Einladung (2017), Wetterbericht. 68 und die Krise der Demokratie (2017).
Nach der Übernahme des Verlags sorgte Susanne Schüssler im Verlagsprogramm für mehr Internationalität, auch wenn der italienische Schwerpunkt bestehen blieb. Es erscheinen Literatur, Geschichte, Kunst- und Kulturgeschichte von deutsch-, italienisch-, spanisch-, englisch- und französischsprachigen Autoren. Sie hielt weitgehend an den Prinzipien ihres Mannes Klaus Wagenbach fest wie zum Beispiel am Konsenslektorat. Nach wie vor werden Bücher aus Überzeugung veröffentlicht und mit Sorgfalt und Ernsthaftigkeit lektoriert und hergestellt. Aus Zuneigung zum Leser und Respekt gegenüber dem Autor und als Zeichen gegen die Wegwerfmentalität sollen die Bücher schön und hochwertig sein. Unbekannte Autoren werden entdeckt, an Klassiker der Moderne erinnert und unabhängigen Köpfen Raum für neue Gedanken gegeben. 2008 begann sie die neue Reihe Politik bei Wagenbach. Im gleichen Jahr veröffentlicht der Verlag das Buch Die souveräne Leserin des britischen Schriftstellers Alan Bennett, das zum ersten Bestseller-Erfolg in der Verlagsgeschichte wurde. Es folgten die erfolgreichen Werke von Francesca Melandri. Schüssler setzt außerdem vermehrt auf junge deutschsprachige Autoren. Wie es Verlagstradition ist, wurde mit dem Finanzpolster aus den Bestsellern das riskante Werk Michelangelo in Angriff genommen und zum Erfolg geführt. Auch das Thema Digitale Bildkulturen wurde 2019 in einer neuen Reihe aufgenommen. Als neue Reihen gründete sie zudem die Reihen Oktavhefte (2015), DaCapo (2018) und als Relaunch die prestigeträchtige Reihe Kleine Kulturwissenschaftliche Bibliothek (2022).

### Engagement
Ehrenamtlich ist Schüssler im Präsidium der Erich-Fried-Gesellschaft, als Berufsgruppensprecherin für Publikumsverlage im Verwaltungsrats der VG Wort, im Vorstand des Freundeskreises der Staatsbibliothek zu Berlin sowie als Kuratoriumsmitglied des Kunsthistorischen Instituts Florenz tätig.

### Auszeichnungen
Im Januar 2012 wurde Susanne Schüssler zum Commendatore des Verdienstordens der Italienischen Republik
für ihre besonderen Verdienste bei der Förderung und Verbreitung der italienischen Kultur ernannt. 2018 wurde sie von der Zeitschrift BuchMarkt als Verlegerin des Jahres ausgezeichnet.

### Privates
Schüssler war von 1996 bis zu dessen Tod 2021 mit Klaus Wagenbach verheiratet. 1997 kam eine gemeinsame Tochter zur Welt.

## Veröffentlichungen
- Ernst Hardt. Eine monographische Studie. Zugelassen als Dissertation 1991. Lang, Frankfurt am Main / Berlin / Bern / New York / Paris / Wien 1994, ISBN 978-3-631-45943-0.